# Dixeia dixeyi
Dixeia dixeyi es una especie de mariposa, de la familia de las piérides, que fue descrita originalmente con el nombre de Pinacopteryx dixeyi, por Neave, en 1904, a partir de ejemplares procedentes de Uganda.

## Distribución
Dixeia dixeyi está distribuida entre las regiones Afrotropical, Paleártica y ha sido reportada en Sudán, Uganda.

## Plantas hospederas
No se conocen las plantas hospederas de D. dixeyi.